# Manzanares (Ciudad Real)
Manzanares ist eine Gemeinde in der spanischen Provinz Ciudad Real der Autonomen Region Kastilien-La Mancha. Ihre wirtschaftliche Aktivität basiert hauptsächlich auf der Industrie, es hat ein Industriegebiet von großer Ausdehnung im Vergleich zum Rest der benachbarten Gemeinden. In Manzanares wurde ein Aufwindkraftwerk errichtet. Daneben ist es das Zentrum einer wichtigen landwirtschaftlichen Region.

## Geschichte
Das Dorf Llanos del Caudillo, das in den 1950er Jahren vom Instituto Nacional de Colonización gegründet wurde und früher von Manzanares abhing, wurde in den 1990er Jahren zu einer eigenständigen Gemeinde.

## Persönlichkeiten
- Manuel Jiménez (1940–2017), Bogenschütze
- Sonia Molina-Prados (* 1993), Sprinterin
- Rubén Marchán (* 1994), Handballspieler
- Carmen Arroyo Pimienta (* 2004), Handballspielerin